# حرف بحري
الحُرْف البحري نوع نباتي يتبع جنس الحُرْف من الفصيلة الصليبية.